# 磺酰氟氯
磺酰氟氯是一种无机化合物，化学式为SO2ClF，可用作强氧化剂反应的溶剂。它可由氟代亚硫酸钾和氯气反应得到：
KSO2F + Cl2 → SO2ClF + KCl
它和磺酰氯于180 °C反应，可以得到磺酰氟。
磺酰氯和氟化钾或氟化铵在三氟乙酸中反应，也能制得磺酰氟氯：
SO2Cl2 + NH4F → SO2ClF + NH4Cl